# Префонтейн, Стив
Не путать с канадцем Стефаном Префонтеном, зажигавшим огонь летних Олимпийских игр 1976 года
Стив Роланд Префонте́йн (англ. Steve Roland Prefontaine; 25 января 1951, Кус-Бей, Орегон — 30 мая 1975, Юджин, Орегон) — американский бегун на средние дистанции и длинные дистанции. Префонтейн вместе с друзьями Фрэнком Шортером и Биллом Роджерсом целенаправленно привлекали внимание общественности к проблемам бега, тем самым внесли вклад в развитие бегового бума в США в 1970-х годах. Установил семь американских рекордов на дистанциях от 2000 метров до 10000 метров. Погиб в возрасте 24 лет в результате автомобильной аварии.

## Средняя школа Маршфилд (1966—1970)
Родился и вырос в Кус-Бей, штат Орегон. Родители Префонтейна — Рэймонд и Эльфрида. Отец был франко-канадцем, а мать — немк-й. Префонтейн был знаменит своими усами и длинными волосами, которые развевались на бегу. На первом курсе он нашёл успех в беге по пересечённой местности. С помощью тренера Уолта МакКлара занял 53 место на забеге штата Орегон. Во время первого курса Префонтейн установил посредственные личные рекорды — 5.01 в беге на милю и 10.08 в беге на две мили. Будучи преисполнен решимости улучшить результаты и разработав летний план тренировок, он прибежал шестым в забеге штата в конце года.
Его второй курс обучения был не впечатляющим, за исключением районных забегов по пересечённой местности, где Префонтейн побывал рядом с чемпионами в беге на милю. Он продолжил упорно тренироваться, и к концу сезона уже был готов к соревнованиям. Он установил результат 4.31 на миле в помещении, но его 4 место в весенних соревнованиях не позволило ему пройти квалификацию в его первом соревновательном забеге на две мили.
Префонтейн был успешен и в юниорах, и в более старших разрядах. Он выигрывал каждый забег, включая чемпионат штата Орегон, и установил новый школьный рекорд на две мили, среди старших возрастов с результатом 8.41,5 (побив рекорд Рика Райли 8.48,3 1966 года). Рекорд простоял 4 года, прежде чем Крэйг Вирджин побил его на полсекунды, сказав, что это лучший момент в его жизни, в то время как Префонтейн улучшил его на 6,9 секунд.

## Университет в Орегоне (1970—1973)
Префонтейн получал сотни приглашений в спортивные университеты по всей Америке, но решил поступить в Орегонский университет, к тренеру Биллу Бaуэрману (который в 1964 году, вместе с Филом Найтом, основал компанию Blue Ribbon Sports, позже известную как Nike). После первого курса, во время которого он занял третье место в национальном кроссе среди мужчин, он потерпел два поражения (оба на милю). Также он был членом студенческого братства «Каппа Пи Альфа».
Префонтейн был довольно агрессивным бегуном, четко осознавал своё лидерство и ненавидел проигрывать. Он сказал: «Никто не выиграет забег на 5000 метров, бегая лишь две мили. Никто, кроме меня». Позднее он заявил: «Я собираюсь работать так, чтобы из меня вылетали кишки. В конце концов, я единственный, кто в состоянии победить». Префонтейн быстро стал местной знаменитостью, люди скандировали с трибун: «Пре, Пре, Пре», вещи с его символикой стали популярным продуктом, он стал иконой лёгкой атлетики в США. Фанаты носили футболки с надписью «Легенда», а болельщики других команд — с надписью «Остановите Пре» на фоне дорожного знака «Стоп». Префонтейн привлек внимание всей страны, когда появился на обложке журнала Sports Illustrated в возрасте 19 лет.
Префонтейн установил рекорд США на дистанции 5000 м на Олимпийских играх 1972 года в Мюнхене. В финале Префонтейн взял на себя лидерство на последней миле и покончил со своим медленным темпом на двух милях. Он лидировал до последних 150 метров, прежде чем начать бороться за первое место с Лассе Виреном и серебряным призёром Мохаммедом Гаммуди. Он проиграл и третье место британцу Яну Стюарту на последних 15 метрах забега.

## Память
- Беговая дорожка на стадионе «Пит Сьюсик» школы Маршфилд в апреле 2001 названа в память Префонтейна.
- Бегуну посвящены американские документальные (Fire on the Track) и художественные фильмы (1997 — Prefontaine, 1998 — Without Limits).
- Ежегодно в Орегоне проходят международные соревнования, названные в его честь — Prefontaine Classic.